# 普雷斯鮑姆

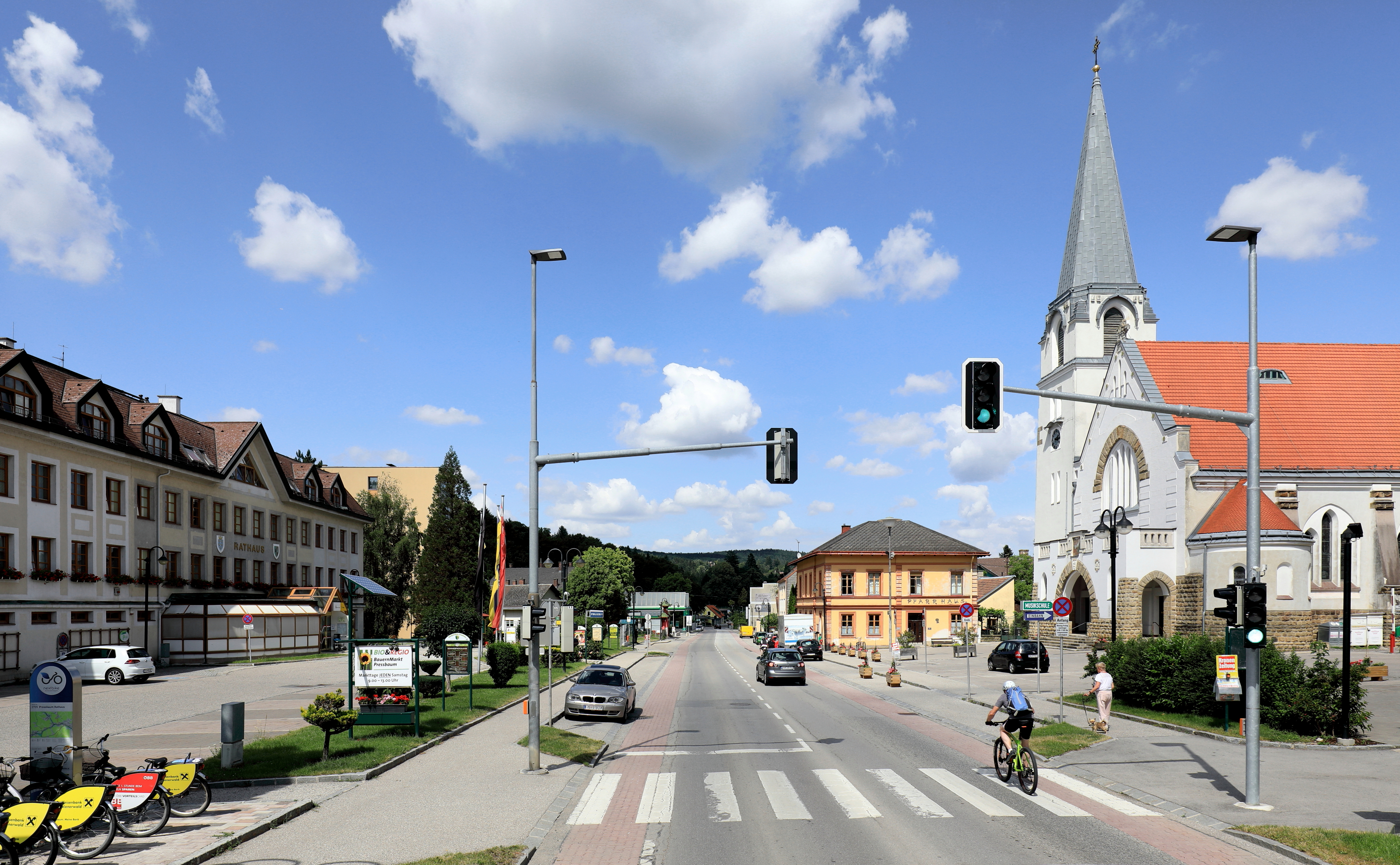

普雷斯鮑姆是奧地利的城鎮，位於該國東北部，由下奧地利州負責管轄，面積58.87平方公里，海拔高度315米，該地區自新石器時代有人類居住，2012年人口7,088。